# Ичиро Ямагучи
Ичиро Ямагучи (на японски: 山口 一郎 Yamaguchi Ichirō) (Отару, 8 септември 1980) е японски музикант. Той е фронтмен и китарист на групата Sakanaction и автор на песни.

## Биография
Ичиро Ямагучи е роден в Отару, Хокайдо през 1980 г. Като малък слуша разнообразни стилове музика покрай баща си, който върти бизнес като управител на заведение, което през деня е кафене, а през нощта – бар. Баща му живее в Европа в продължение на много години, затова често пуска музика като германската електронна група Крафтверк. В заведението му често са идвали музиканти като японския певец Масато Томобе. Това разнообразие подтиква Ямагучи да създава мултижанрова музика. Научава се сам да свири на китарата, която родителите му имат у дома. Първите песни, които се научава да свири, са Nagoriyuki на Кагуя-химе/Ирука и Kekkon Shiyō Yo на Такуро Йошида. Вдъхновява се да пише текстове на песни от книгите втора ръка, които баща му е купил, като тези на Кенджи Миязава, Осаму Дазай, Чууя Накахара и Йоширо Ишихара, както и на хайку поетите Сантока Танеда и Шуджи Тераяма.
През 1998 г. Ичиро сформира група заедно със съучениците си от гимназията Sapporo Daiichi под името Дъчман (Dutchman), която изпълнява музика, вдъхновена от британския рок. Той е фронтменът и главният автор на песни в нея. През 2002 г. е издаден албумът Demonstration, съдържащ седем демота, записани между 2000 и 2002 г. След шест години заедно Дъчман се разпада поради недоволството на членовете, когато Ямагучи се опитва да вкара електронни мотиви към музиката, особено към песента Mikazuki Sunset.
След разпадането на групата фронтменът запазва името Дъчман за соло проекта си като диджей и започва да създава техно и клубна музика. Когато е помолен да създаде ремикс на песента Shiranami Top Water за сборния албум Music for Pardisco през 2004 г., намира за трудно да се справи със създаването на цялата песен сам. Това води до молбата на Ямагучи до бившия китарист на групата, Мотохару Ивадера, да започне да работи отново заедно с него и така двамата създават групата Sakanaction.
След като към новосформилата се група се присъединяват още трима членове, мейджър дебютът ѝ е през 2007 г. с албума Go to the Future, издаден към компанията BabeStar Label. След издаването и на втория студиен албум на състава, Night Fishing, Ямагучи и останалите членове на групата се местят да живеят в Токио през пролетта на 2008 г. Две години по-късно пробива с песента Aruku Around, която се изкачва до трета позиция в класацията за сингли на „Орикон“.
От успеха на Aruku Around насам групата се радва на по-голям търговски успех и следващите ѝ студийни албуми – Documentaly (2011) и Sakanaction (2013) – са сертифицирани за златни от Японската звукозаписна индустрия.

## Личен живот
През 2010 г. точно преди турнето за албума Kikuuiki – Sakanacquarium 2010 Kikuuiki – Ямагучи изпитва невросензорна глухота и загубва за постоянно слуха на дясното си ухо.